# Yano Kyoko
Yano Kyoko (矢野 喬子, sinh ngày 3 tháng 6 năm 1984) là một cựu cầu thủ bóng đá nữ người Nhật Bản.

## Đội tuyển bóng đá nữ quốc gia Nhật Bản
Yano Kyoko thi đấu cho đội tuyển bóng đá nữ quốc gia Nhật Bản từ năm 2003 đến 2012.

## Thống kê sự nghiệp
| Nhật Bản  | Nhật Bản | Nhật Bản |
| Năm       | Trận     | Bàn      |
| --------- | -------- | -------- |
| 2003      | 9        | 1        |
| 2004      | 5        | 0        |
| 2005      | 5        | 0        |
| 2006      | 16       | 0        |
| 2007      | 6        | 0        |
| 2008      | 10       | 0        |
| 2009      | 1        | 0        |
| 2010      | 13       | 0        |
| 2011      | 4        | 0        |
| 2012      | 5        | 0        |
| Tổng cộng | 74       | 1        |